# Na żywo (album)
Na żywo – pierwszy koncertowy album Katarzyny Groniec, nagrany 10 lutego 2008 w Filharmonii Szczecińskiej. Zawiera piosenki z ostatniej płyty oraz wcześniejsze nagrania, które doskonale sprawdzają się na koncertach.

## Lista utworów

### CD 1
1. Podobno gdzieś istnieje
2. Będę z tobą
3. Poniedziałek
4. Mamo
5. Jef
6. Amsterdam
7. Cielesna edukacja
8. Nie walcz
9. Pytania do Ka

### CD 2
1. Przyjaciółki
2. Bigotki
3. Wyrzucić mężczyzn
4. Alabama song
5. Milleheaven
6. Jenny piratka czyli marzenia pomywaczki
7. Tamta kobieta
8. Code
9. Krzyżówka
10. Youkali
11. Przedostatni walc

## Sprzedaż[1]
| OLiS - Na żywo |    |    |
| Tydzień        | 01 | 02 |
| Pozycja        | 35 | 37 |